# Ernő Osvát
Dans le nom hongrois Osvát Ernő, le nom de famille précède le prénom, mais cet article utilise l’ordre habituel en français Ernő Osvát, où le prénom précède le nom.
Ernő Osvát, né le 7 avril 1877 à Nagyvárad, aujourd’hui Oradea, en Roumanie et mort le 28 octobre 1929 à Budapest, est un écrivain et journaliste hongrois. Il est un des fondateurs de la revue littéraire Nyugat.

## Prix littéraire
- Prix Baumgarten